# Mary C. Baltz
Mary C. Baltz (1923-septiembre de 2011) fue una científica del suelo estadounidense.

## Biografía
Mary Baltz nació en Sedona, Estados Unidos, en 1923. Fue la primera científica de suelos asignada oficialmente en el campo para el Servicio de Conservación de Suelos.
Después de graduarse de la Universidad de Cornell, Baltz se unió al estudio de suelos como agrimensora júnior en 1946.
La escasez de mano de obra durante la Segunda Guerra Mundial le dio la oportunidad de trabajar en un trabajo que, hasta ese momento, había sido reservado para los hombres. Para 1951, Baltz era responsable del mapeo de suelos en granjas de los condados de Madison, Oneida y Lewis en el estado de Nueva York, y más tarde se le asignó la tarea de cartografiar mapas para todo el estado.

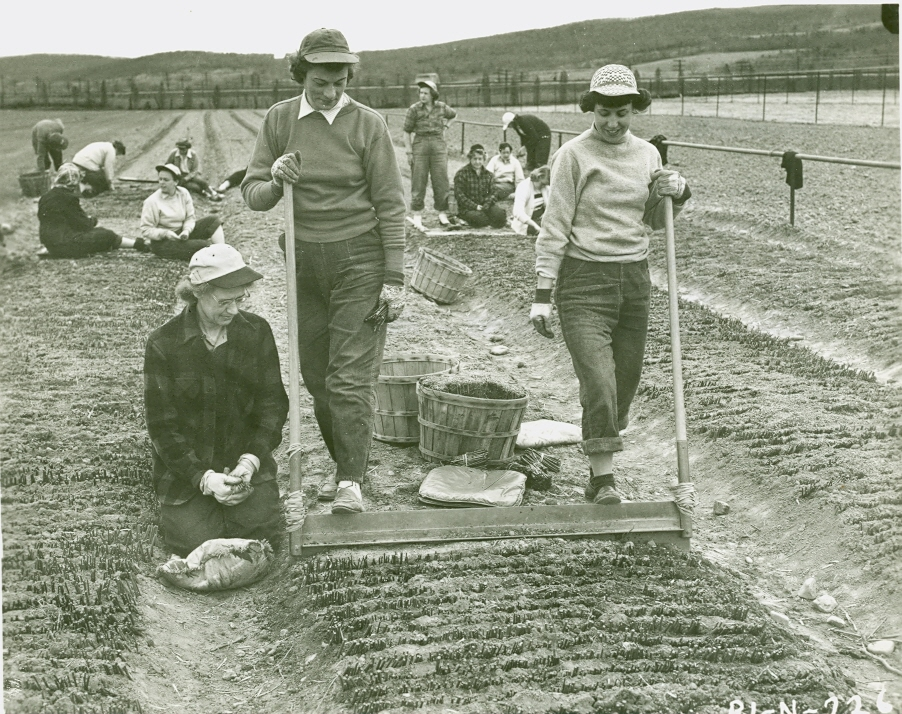
Equipo de científicas contratadas por Mary C. Baltz.

Baltz contrató un equipo de mujeres para trabajar con ella en los meses de invierno. Trabajó para el Servicio de Conservación de Suelos. hasta 1960.